# Барыш (приток Днестра)
Барыш (укр. Бариш) — река на Украине, протекает по территории Чортковского района Тернопольской области. Левый приток Днестра (бассейн Чёрного моря).
Длина реки 38 км. Площадь водосборного бассейна 186 км². Уклон 5,3 м/км. Долина терасовидна, в нижнем течении каньоноподобная, шириной 0,5-1 км, высота берегов 60-80 м. Пойма шириной 150—200 м. Русло слаборазветвлённое, шириной 3-5 м. Замерзает в конце ноября — начале декабря, вскрывается в начале марта. Используется для водоснабжения и рекреации.
Берёт начало на северных склонах Подольской возвышенности около села Григоров. Течёт в южном направлении. Впадает в Днестр около села Сновидов. На берегах реки построены базы отдыха. Химический состав — гидрокарбонатно-кальциевый.